# ERASER WARS
『ERASER WARS』（イレーザーウォーズ）は、2016年製作の日本のコンピューターアニメーション、SFアクション映画。

## 概要
製作完成・公開時点、中学1年生であったAKIRAが監督を務めた、コンピューターアニメーション、アクション映画。
全てのキャラクターが文房具の消しゴムとなっている。
2018年、Amazon Primeで日本・全米・EUで配信リリースされた。
続編でもあるスピンオフ作品『MIDNIGHT ～ Eraser WARS spin off』は、女優の佐伯日菜子、星野佳世主演で製作された。

## キャスト

### Eraser WARS
- レイ - おかひでき
- ハン - 新里猛
- ゼル - 岩本健太
- レナード - 岩崎友彦
- ジョン - 木内一裕
- スカイ - 星野佳世
- カルロス - 田中宏明
- サム - 鈴木ただし
- ブルース - 水野祐樹
- 謎の声1 - 小川賢勝
- 謎の声2 - 木野吉晴
- ナレーション - 植松俊

### MIDNIGHT ～ Eraser WARS spin off
- シャウラ - 佐伯日菜子（有限会社ヴィヴィアン）
- スカイ - 星野佳世
- 呪われし消しゴム・モンロー - 植松俊（株式会社エッグスター）
- ニック - 北岡龍貴
- ダビル - ひと：みちゃん
- デイビット - 稲葉奇一朗
- エマ - うさひょん
- イザベラ - 徳世ひより
- マイキー - 岩田春永
- ノア - YUGAREY
- キャサリン - 冬咲蜜柑

## スタッフ

### Eraser WARS
- 監督／脚本／編集・SE／デザイン・CGテクスチャ - AKIRA
- プロデューサー／音楽／主題歌 - artegg-yumi
- 助監督 - 岩本健太
- CGアニメーション - 田中宏明
- CG背景 - 井口慎也
- 翻訳 - Yuko Swift

### MIDNIGHT ～ Eraser WARS spin off
- 監督／脚本／CGテクスチャ - AKIRA
- 製作総指揮／音楽／主題歌 - artegg-yumi
- 助監督 - 岩本健太
- CGアニメーション - 田中宏明
- 翻訳 - 林未来

## 受賞歴
- NewYork Film Awardsresults（2020年）- Honorable Mention Animation受賞
- Eurovision Palermo Film Festival（2020年）- Best Japanese Short 受賞
- キネコ国際映画祭（2017年） - ティーンズフィルム部門グランプリ[5][6][7][8]
- 四日市映画祭（2017年） - 長田紀生特別賞[9]
- 四日市映画祭（2017年） - 四日市大学学長特別賞
- キネマ座映画祭（2017年） - 特別賞
- P-Labo映画祭（2017年） - 三村渉奨励賞[10]

## 主な上映歴

### 国外
- アメリカ ニューヨーク州　cinema New York City official selection（2017年）[11]
- 韓国 プチョン国際ファンタスティック映画祭　短編傑作選（2017年）[12]
- カナダ オンタリオ州 トロント国際インディペンデント映画祭（2017年）[13]
- 韓国 釜山国際子ども・ユース映画祭（2018年）[14]

### 国内
- 愛知県 「シアターカフェ」シアターカフェ5周年大開放祭
- 北海道 ゆうばり国際ファンタスティック映画祭 チョイス部門（2017年）
- 東京都 新宿アクション映画祭（2017年）
- 長野県 創造館自主制作映画祭（2017年）
- 大阪府 大阪ファンタジック映画祭２（2017年） - 主催：夢人塔
- 兵庫県 Animation Runs!（2018年） - ブックカフェギャラリーQuiet Holiday[15]

## 販売
2020年 - ERASER WARS
| 販売日     | EAN           | メディア形式 | 時間  | ASIN       | 備考       |
| ---------- | ------------- | ------------ | ----- | ---------- | ---------- |
| 2020/10/23 | 4560434736655 | NTSC         | 11 分 | B08L1NG6V2 | Amazonのみ |

　2020年 - MIDNIGHT ～EraserWars Spin off
| 販売日     | EAN           | メディア形式 | 時間 | ASIN       | 備考       |
| ---------- | ------------- | ------------ | ---- | ---------- | ---------- |
| 2020/10/23 | 4560434736662 | NTSC         | 8 分 | B08L1YB8WJ | Amazonのみ |

## 舞台公演・参加企画
名古屋の声優が出演するアニメ上映企画「ナゴヤ現代活弁 アニレコライブ」にて、2021年11月23日・27日・28日、2022年8月10日・11日・13日・14日の期間、愛知県名古屋市の映画館（ミニシアター）大須シネマで上映された。主催は、映画館の新しい活用方法を企画するプロジェクト「名古屋ジッダ」。声優は、名古屋を拠点にする芸能プロダクション「TYK Promotion」に所属する声優が務めた。なお、2022年開催のアニレコライブについては、国際芸術祭あいち2022パートナーシップイベントであった。

### キャスト
Eraser WARS
- レイ - 新井ユウト・野田雄大・古田優人
- ハン - イヲリ・新井ユウト
- ゼル - 古田優人・イヲリ・中元大介
- スカイ - 落合菜月・茉白実歩

MIDNIGHT ～ Eraser WARS spin off
- シャウラ - 茉白実歩・落合菜月
- スカイ - 落合菜月・茉白実歩
- 呪われし消しゴム・モンロー - 新井ユウト・イヲリ・中元大介
- エマ、イザベラ、マイキー、キャサリン、ノア - 津田莉玖・櫻木かりん